# TTF Liebherr Ochsenhausen
Tischtennisfreunde Liebherr Ochsenhausen, znany również jako Liebherr Ochsenhausen – niemiecki klub tenisa stołowego, z siedzibą w Ochsenhausen w regionie Badenia-Wirtembergia. Klub powstał w 1956 roku. Zespół gra obecnie w pierwszej Bundeslidze oraz w Lidze Mistrzów. Sponsorem tytularnym jest firma Liebherr.

## Osiągnięcia
- Mistrz Niemiec - 1997, 2000, 2004
- Zdobywca Pucharu Niemiec - 2002, 2003, 2004
- Zdobywca Pucharu Europy - 1996, 1997

## Obecny skład
Stan składu na 24 września 2011
| Imię i nazwisko | Narodowość |
| --------------- | ---------- |
| Tiago Apolónia  | Portugalia |
| Andrej Gacina   | Chorwacja  |
| Kirill Skachkov | Rosja      |
| Liam Pitchford  | Anglia     |